# Leptalacris
Leptalacris is een geslacht van rechtvleugeligen uit de familie veldsprinkhanen (Acrididae). De wetenschappelijke naam van dit geslacht is voor het eerst geldig gepubliceerd in 1978 door Descamps & Rowell.

## Soorten
Het geslacht Leptalacris  is monotypisch en omvat slechts de volgende soort:
- Leptalacris fastigiata (Descamps & Rowell, 1978)